# Koman (Albanien)

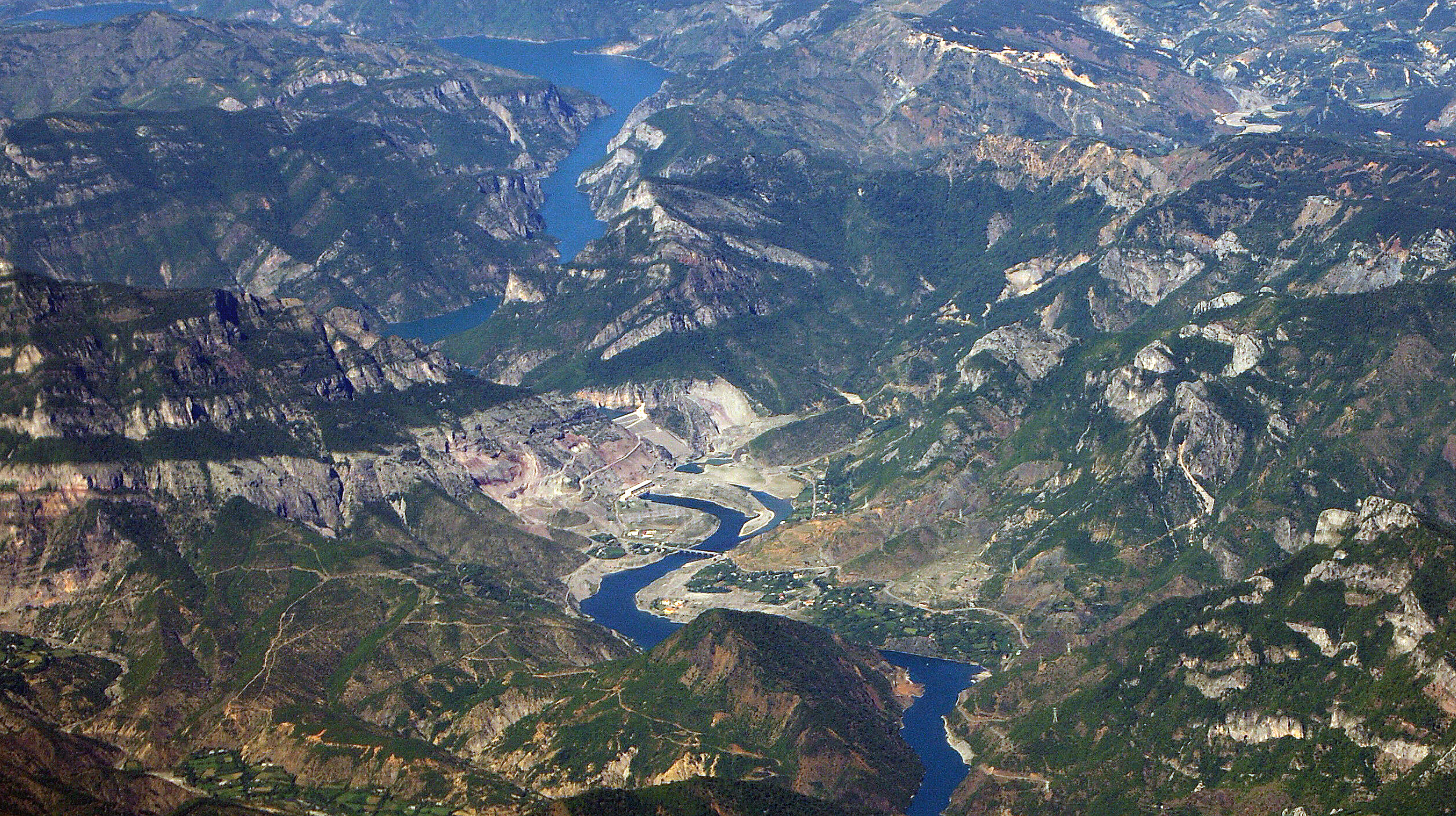
Luftaufnahme der Region

Koman (albanisch auch Komani) ist ein kleiner Ort in Nordalbanien in der Gemeinde Vau-Deja. Bis 2015 war sie Teil der kleinen Komuna Temal, die dann in einer Verwaltungsreform aufgehoben wurde.

## Geographie
Der Ort liegt im Tal des Drin am südlichen Rand der Albanischen Alpen. Eine etwas mehr als 30 Kilometer lange Straße verbindet Koman entlang dem Vau-Deja-Stausee mit Vau-Deja.

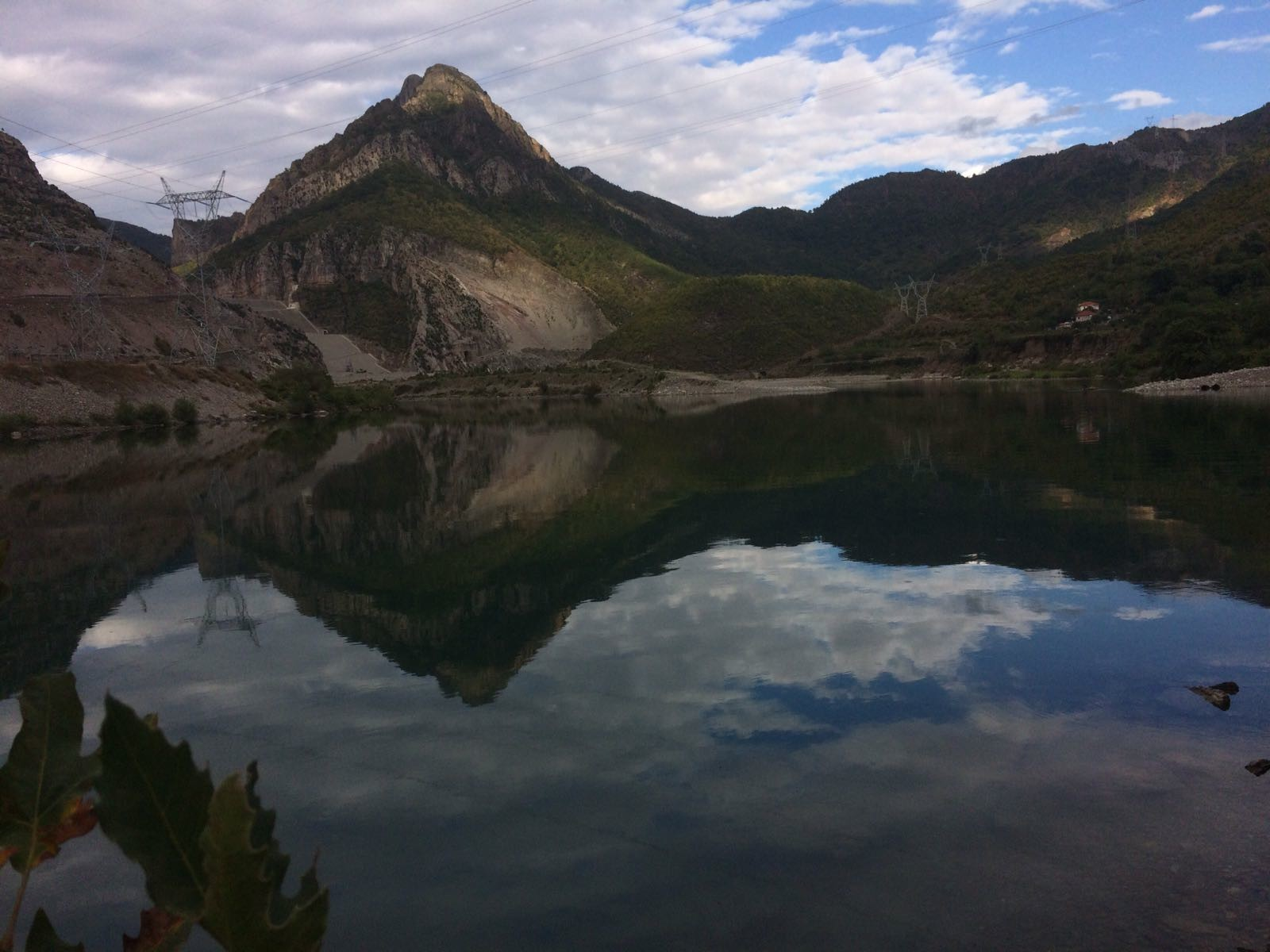
Staudamm und Drin im Dorf

In den 1980er Jahren wurde in Koman ein Wasserkraftwerk erbaut, das nach Enver Hoxha benannt wurde. Der rund 100 Meter hohe Damm staut den Fluss Drin zum Koman-Stausee. Auf dem See verkehren Fähren nach Fierza: täglich mindestens eine Personenfähre und im Sommer auch Autofähren. Zudem werden Rundfahrten auf dem See für Touristen angeboten. Der 15 Jahre früher gebildete Vau-Deja-See staut praktisch bis Koman zurück.
Das Ortszentrum befindet sich am südlichen Drin-Ufer; das Kraftwerk wurde auf der gegenüberliegenden Seite errichtet. Die Infrastruktur der Region ist sehr schwach.

## Geschichte
Die älteste Erwähnung Komans stammt aus einem Kirchenbericht des Jahres 1629. In Koman stand Ende des 19. Jahrhunderts eine Markus-Kirche mit Pfarrhaus.
Die Bevölkerung des Orts – vermutlich mit Umgebung – wurde für 1863 mit 900 Katholiken angegeben. Erhebungen aus dem Ersten Weltkrieg weisen aber deutlich kleinere Zahlen aus: Weniger als 2100 Personen für das ganze Gebiet der Qerreti, also nebst Koman noch fünf weitere Dörfer. 2011 hatte die Gemeinde Temal, die wiederum ein anderes Gebiet umfasst, nur rund 1500 Einwohner.

## Koman-Kultur

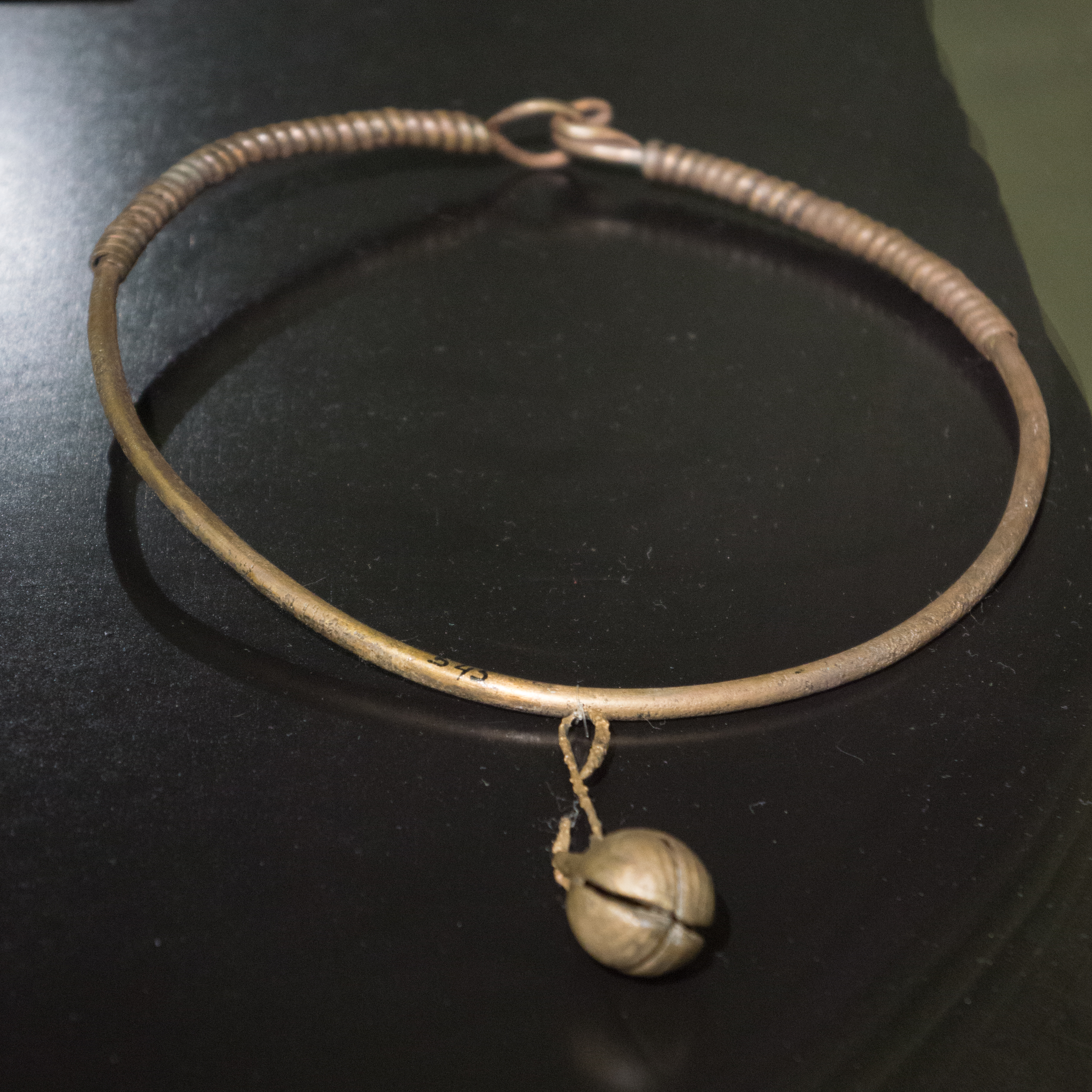
Torques aus Koman (7. oder 8. Jahrhundert)

Aufgrund von Grabungsfunden in der Region entstand der Begriff der Koman-Kultur als Bezeichnung für eine archäologische Kultur. Die Funde stammen aus dem 6. bis 8. Jahrhundert und sind Zeugen des Übergangs von der antiken illyrischen zur modernen albanischen Besiedlung. Die ersten und bedeutendsten Funde dieser Zeit, eine Nekropole, wurden auf einem Hügel (ca. 550 m ü. A.) östlich vom Dorf entdeckt. Die sogenannte Dalmaca-Burg enthielt vermutlich auch eine Kirche, Häuser und Werkstätten. Koman lag damals an der Verbindungsroute von der Küste nach Dardanien (Kosovo). Bei den Ausgrabungen wurde viel Schmuck und Äxte gefunden. Die Ausrichtung der Gräber entspricht zum Teil heidnischer illyrischer Tradition, zum Teil christlicher illyrischer Praxis.
Der französische Konsul Alexandre Degrand besuchte 1892 Koman. Nachdem ihm die Dorfbewohner antike Objekte gezeigt hatten, erkundete Degrand die Nekropole und fand zahlreiche Objekte aus Eisen und Bronze sowie perlenbestickte Halsbänder. Später untersuchten der Archäologe P. Träger und der österreichische Konsul Theodor Ippen die Nekropole. Letzterer fand dort 1907 einen Ring, der mit griechischen Buchstaben geschriebene, unverständliche Worte enthielt. Franz Nopcsa untersuchte die Stätte im Jahr 1912 und datierte sie ins frühe Mittelalter. 1924 reiste Luigi Ugolini nach Koman. Hasan Ceka konnte den Inschriften auf den Ringen klar eine christliche Bedeutung zuordnen.
Andere Reste der Koman-Kultur wurden auf der Insel Shurdhah im Vau-Deja-Stausee, in Kruja, Lezha und in der Mirdita, aber auch in Montenegro, bei Ohrid in Nordmazedonien und auf Korfu entdeckt.
Die Funde belegen einerseits die Fortdauer des Alltagslebens der lokalen Bevölkerung zur Zeit der Völkerwanderung und Slaweneinfälle. Zudem lässt sich an ihnen eine „Kontinuität […] von der illyrisch-griechisch-römischen Antike über die Spätantike bis hin zum albanischen Mittelalter erkennen“ (Guntram Koch).